# Boliviela ortha
Boliviela ortha är en insektsart som beskrevs av Delong 1969. Boliviela ortha ingår i släktet Boliviela och familjen dvärgstritar. Inga underarter finns listade i Catalogue of Life.